# Върни се при мен
 Тази статия е за пълнометражния филм.  За теленовелата вижте Върни се при мен (теленовела).  
„Върни се при мен“ (на английски: Return to Me) е американска романтична трагикомедия от 2000 г. на режисьора Бони Хънт. В главните роли са Дейвид Духовни и Мини Драйвър.